# Melitonoma tanzaniae
Melitonoma tanzaniae là một loài bọ cánh cứng trong họ Chrysomelidae. Loài này được Medvedev & Beenen miêu tả khoa học năm 2005.